# 斗门站 (南昌市)
斗门站位于中华人民共和国江西省南昌市南昌县迎宾大道与汽车大道交叉口地下，是南昌地铁3号线的地铁车站，车站于2020年12月26日和3号线一同启用。

## 车站结构
车站位于迎宾大道与汽车大道交叉口，为地下二层岛式车站:37:39。

### 楼层
| 1层  | 地面               | 出入口                       |  |  |
| -1层 | 站厅               | 自动售票机、客服中心         |  |  |
| -2层 |                    | █ 3号线 往银三角北（终点站） |  |  |
|      | 岛式站台，左侧开门 |                              |  |  |
|      |                    | █ 3号线 往京东大道（柏岗）   |  |  |

### 出入口
斗门站目前开放3个出入口，1号口通道内设有与万科天空之城2049的连通口。
| 编号                   | 指示           | 图片 | 建议前往的目的地                                                 |
| ---------------------- | -------------- | ---- | ---------------------------------------------------------------- |
| 出口 · 1L · 升降机标志 | 迎宾北大道东侧 |      | 万科天空之城2049、鸿海万科天空之城南区、万坊路、贵都国际花城小区 |
| 出口 · 3L              | 迎宾北大道西侧 |      |                                                                  |
| 出口 · 4L              | 汽车大道南侧   |      | 江西省农机大市场                                                 |
| 註： 設有              |                |      |                                                                  |

## 历史
- 2015年5月19日南昌市对《南昌市轨道交通3号线工程可行性研究报告》进行评估，为22站，全长28.5km，全地下；车站总数相比上一次的多一站[2]。
- 2015年7月20日南昌市轨道交通3号线工程环境影响评价文件拟受理情况的公示，[3]公布了《南昌市轨道交通3号线工程环境影响报告书（公示稿）》中确认莲塘站从城南路（富山五路北侧）南移到银河城附近，并在汽车大道（目前名为富山五路）新增汽车大道站[1]:7。
- 2015年8月4日《关于南昌市轨道交通3号线工程规划选址的批前公示》，“汽车大道站”位于迎宾大道与汽车大道交叉口[4][5]。
- 2016年7月26日报道位于南昌县迎宾中大道与富山五路交叉口处的斗门站完成了交通导改[6][7]。
- 2016年8月6日南昌晚报报道了地铁2、3号线沿线车站改名情况；本站改名为斗门站，位于位于迎宾中大道与富山五路路口[8]。